# Čegitun
Il Čegitun (in russo Чегитун?; nel corso superiore Omkanajvaam) è un fiume dell'Estremo Oriente russo]. Scorre nel rajon Čukotskij del Circondario autonomo della Čukotka.
Ha origine negli speroni della cresta Ainan nella parte orientale della penisola dei Ciukci e scorre in direzione settentrionale/nord-orientale. Il fiume sfocia nel mare dei Ciukci sulla costa nord-orientale della penisola di Daurkin. La sua lunghezza è di 137 km, l'area del bacino è di 4 120 km². Gela da ottobre fino a giugno.
Il corso inferiore del fiume è compreso nel Parco nazionale della Beringia.

## Fauna
Le acque del fiume sono una zona di riproduzione del salmone. C'è anche una piccola popolazione di un raro endemico: l'omul beringiano (Coregonus laurettae).